# Königsbronn
Königsbronn je obec v německé spolkové zemi Bádensko-Württembersko, v zemském okrese Heidenheim.
Žije zde přibližně 7 100 obyvatel. Většina se hlásí k evangelické církvi. V roce 1971 byly ke Königsbronnu připojeny vesnice Itzelberg, Ochsenberg a Zang.
Pramení zde řeka Brenz a územím obce prochází hlavní evropské rozvodí. Památkami jsou zřícenina hradu Herwartstein, radnice postavená v rokokovém stylu a Torbogenmuseum. 
V roce 1303 nechal Albrecht I. Habsburský založit cisterciácký klášter, který zanikl v období reformace. V okolí se těžila železná ruda a průmyslník Johann Georg Blezinger vybudoval v Königsbronnu významný hamr, později přestavěný na hydroelektrárnu. Od roku 1864 prochází městem železnice z Aalenu do Ulmu.
V Königsbronnu žil Georg Elser, po němž je pojmenována místní škola.

## Geografie
Königsbronn leží na východním konci Švábské Alby, takzvaného Ostalbu. Obec leží v údolí Brenz, zatímco výše položená podvesnice Zang, leží na západě údolí na řece Albuch, a Ochsenberg na východě údolí na řece Härtsfeld. Řeka Brenz pramení v Königsbronnu a vlévá se do Dunaje u Lauingenu. Severně od obce na hranici se sousedním městem Oberkochen, protéká evropské rozvodí, které odděluje povodí Rýna a Severního moře od povodí Dunaje a Černého moře. Z geologického hlediska je Königsbronn charakteristický krasovou krajinou Švábské Alby, pro kterou jsou charakteristické vápencové skály, jeskyně a prameny v pórovitých vápencích.

## Osobnosti
- Johann Georg Blezinger (1717–1795), hostinský a podnikatel
- Gottlieb Benjamin von Wolf (1780–?), württemberský vrchní soudce
- Karl von Cleß (1794–1874), protestantský teolog a filolog
- Hermann Krauß (1904–2003), pedagog, místní historik a spisovatel, narozený v okrese Itzelberg
- Ronald Hitzler (* 1950), sociolog
- Martin Staab (* 1964), komunální politik, starosta města Radolfzell v letech 2013–2021
- Georg Elser (1903–1945), odbojář a atentátník
- Alfred Knapp (1870–1929), inženýr a obchodní ředitel
- Matthaeus Hiller (1646–1725), teolog, duchovní a opat v Königsbronnu
- Daniel Maichel (1693–1752), opat v Königsbronnu
- Otto Neubrand (1911–1975), malíř, žil a pracoval v Königsbronnu